# Menselijke hersenen
De menselijke hersenen (plurale tantum), ook wel het menselijk brein genoemd, zijn het deel van het centrale zenuwstelsel dat zich in het hoofd, meer specifiek in de schedel bevindt. De hersenen zijn het waarnemende, aansturende, controlerende en informatieverwerkende orgaan in het menselijk lichaam. De hersenen worden beschermd door de botten van de schedel, en samen met het ruggenmerg vormen ze het centrale zenuwstelsel.
De menselijke hersenen vormen een extreem complex orgaan, dat is opgebouwd uit vele tientallen miljarden zenuwcellen of neuronen, waarvan elk in verbinding staat met een groot aantal andere zenuwcellen, soms vele duizenden. De hersenen besturen en coördineren de zintuigen, bewuste en onbewuste spierbewegingen, en homeostatische lichaamsfuncties als de ademhaling en de regulering van bloeddruk en lichaamstemperatuur. De hersenen zijn daarnaast de zetel van de cognitie, het logisch denken, de verbeelding, creativiteit, emotie en het geheugen.
De menselijke hersenen beslaan slechts twee procent van het lichaamsgewicht, maar gebruiken een tienvoud aan zuurstof vergeleken met de rest van het lichaam, en een kwart van de totale glucosevoorraad. Glucose en zuurstof zorgen via de celademhaling in de zenuwcellen, voor de benodigde biochemische energie van de hersenen. Twintig procent van het bloed stroomt voortdurend naar de hersenen.

## Anatomie

De hersenkwabben van de grote hersenen
frontale kwab - voor
pariëtale kwab
occipitale kwab - achter
temporale kwab - zijkant Mensen hebben van deze vier kwabben er ieder twee, links en rechts in het hoofd. De kleine hersenen zijn in zwart-wit onder de grote hersenen te zien.

Deze schematische tekening laat de subdivisies zien van de hersenen van een embryo. Later zullen deze delen zich ontwikkelen tot volwassen structuren

De eerste, meest gangbare indeling van de hersenen is de volgende:
- cerebrum - grote hersenen
- cerebellum - kleine hersenen
- truncus cerebri - hersenstam

maar de hersenen zijn ook in verschillende gebieden in te delen:
- rhombencephalon - ruithersenen
  - myelencephalon - merghersenen
  - metencephalon - achterhersenen
- mesencephalon - middenhersenen
- prosencephalon - voorhersenen
  - diëncephalon - tussenhersenen
  - telencephalon - grote hersenen of eindhersenen

## Structuur
De hersenen van de mens wijken qua structuur in een aantal opzichten af van die van dieren. Door deze verschillen is een aantal capaciteiten sterker ontwikkeld dan bij dieren, zoals de cognitieve vaardigheden, al blijkt steeds meer dat dierlijke cognitie lange tijd onderschat is. De zogenaamde encefalisatie, de verhouding tussen het gewicht van de hersenen en de lichaamsgrootte, is bij mensen met name uitgesproken in de neocortex, het meest complexe en evolutionair bezien het jongste deel van de hersenschors, het buitenste deel van de hersenen. De neocortex is bovendien bij zoogdieren, dus ook bij de mens, geplooid en gevouwen, waardoor het oppervlak en daarmee het aantal verbindingen tussen de cellen groot is. Deze hersenwindingen, of gyri, worden door groeven gescheiden, door fissuren die diep zijn en hersengroeven (sulci) die ondiep zijn. Het deel van de menselijke hersenen dat zich heeft ontwikkeld tot neocortex, met name de prefrontale cortex, is groter dan bij ieder ander dier.
Een groot deel van de menselijke hersenstructuur komt echter met die van andere diersoorten overeen. Basale, evolutionair zeer oude hersenstructuren, die prikkels van buitenaf registreren, of de conditie van het lichaam in de gaten houden, zijn zelfs gelijk aan die van de eenvoudigste gewervelden.
In de hersenen is een duidelijk verschil tussen grijze stof en witte stof. Grijze stof bestaat uit de cellichamen van de zenuwcellen, witte stof bestaat uit de zenuwvezels, of axonen, die de zenuwcellen over lange afstand verbinden. De neocortex bestaat uit grijze stof en is opgebouwd uit zes lagen. Behalve in deze lagen komen cellichamen van zenuwcellen ook voor in kernen (nuclei) in de onderliggende witte stof. De axonen in de witte stof zijn omgeven door een vettige, beschermende en isolerende laag van myeline die verantwoordelijk is voor de witte kleur.

## Onderdelen
De hersenen bestaan uit twee soorten cellen: zenuwcellen of neuronen, en gliacellen. Beide soorten cellen komen in verschillende celtypen voor, die verschillende functies hebben. Onderling verbonden zenuwcellen vormen neurale netwerken. Normaliter zijn zenuwcellen verbonden met minimaal 1000 andere zenuwcellen. Deze neurale netwerken vormen systemen die aan de basis staan van de menselijke waarneming (perceptie), het menselijk handelen en de hogere cognitieve functies.
De zenuwcellen genereren actiepotentialen en sturen op die manier informatie door naar andere cellen. In elk hersengebied bevinden zich efferente zenuwcellen, die signalen opwekken, afferente zenuwcellen, die signalen ontvangen en interneuronen. Interneuronen hebben geen verbindingen buiten het hersengebied waarin ze liggen, maar zorgen voor lokale verwerking.
De gliacellen, Grieks: glia, lijm, hebben een ondersteunende rol in de hersenen, waaronder het produceren van het isolerende myeline, het verschaffen van structuur aan het neuronale netwerk en het verwerken van afvalstoffen van de stofwisselingen in de cellen van het hersenweefsel. De meeste soorten gliacellen die zich in het centrale zenuwstelsel bevinden, zijn ook te vinden in het perifere zenuwstelsel. Een uitzondering zijn de oligodendrocyten die in het centrale zenuwstelsel axonen isoleren. In het perifere zenuwstelsel zijn hiervoor de schwanncellen verantwoordelijk.
De hersenen worden omgeven door bindweefsel-vliezen, de hersenvliezen. Het is een systeem van membranen dat de hersenen scheidt van de schedel. De vliezen zijn van buiten naar binnen opgebouwd uit het harde hersenvlies, het spinnenwebvlies en het zachte hersenvlies. Het spinnenwebvlies is verbonden met het harde hersenvlies en deze worden soms als één laag gezien. Tussen het spinnenwebvlies en het zachte hersenvlies bevindt zich een ruimte, de subarachnoïdale ruimte, waarin zich hersenvocht bevindt, waarin de hersenen drijven. Bloedvaten komen het zenuwstelsel binnen via de ruimte boven het zachte hersenvlies. De bloed-hersenbarrière, een functionele scheiding tussen bloedvaten en hersenweefsel beschermt de hersenen enigszins tegen toxines die zich mogelijk in het bloed bevinden.
Het hersenvocht circuleert tussen de lagen van de hersenvliezen en door holtes in de hersenen, de ventrikels. Chemisch is het hersenvocht belangrijk voor de stofwisseling, en mechanisch is het belangrijk als schokdemper. De hersenen wegen ongeveer 1 tot 1,5 kilo. De massa en dichtheid van de hersenen zijn zo hoog dat de hersenen onder hun eigen gewicht in elkaar zakken als ze niet worden gesteund. Doordat ze drijven in het hersenvocht zorgt de opwaartse kracht (Wet van Archimedes) ervoor dat dit niet gebeurt. Het hersenvocht zorgt ook voor ruimte: omdat de schedel hard en gesloten is (op enkele kleine openingen na), zouden de hersenen niet kunnen opzwellen of uitzetten als er geen hersenvocht was en de druk zou bij zwellingen en kneuzingen snel oplopen tot waarden waarbij geen doorbloeding meer mogelijk is, met hersenschade of de dood als gevolg.

## Functies
De functieleer is het terrein binnen de psychologie, dat zich op de functies van de hersenen richt, die in alle gedrag een rol spelen. Zo is er bijvoorbeeld onderzoek naar aandacht, leren en bewustzijn. De neurowetenschap gaat daarentegen van de fysiologie van de mens uit, waarbij de hersenen en het zenuwstelsel op moleculair en cellulair niveau worden onderzocht.
De hersenen ontvangen via de zenuwen signalen van de zintuigen. De hersenen interpreteren deze signalen en reageren erop, gebaseerd op reflexen en aangeleerde kennis. Eenzelfde soort systeem zorgt ervoor dat er signalen vanuit de hersenen via de zenuwen naar alle spieren in het lichaam worden gestuurd.
Zintuiglijke indrukken worden verwerkt door de hersenen. Gezichts-, gevoels- en gehoorsinformatie gaat eerst naar specifieke kernen van de thalamus en daarna naar gebieden van de hersenschors, die bij dat specifieke sensorische systeem horen. Reukinformatie, fylogenetisch het oudste systeem, gaat eerst naar de bulbus olfactorius, daarna naar andere delen van het olfactorisch systeem. Smaakinformatie wordt via de hersenstam naar andere delen van het betreffende systeem geleid. De hersenstam met onder andere de formatio reticularis, is onder andere verantwoordelijk voor de regulatie van functies als arousal (alertheid, opwinding), waakzaamheid en slaap. In de hersenstam bevinden zich verder zenuwkernen die neurotransmitters als noradrenaline en serotonine produceren. Deze hebben een belangrijke invloed op fluctuaties in onder andere het bewustzijnsniveau en stemmingen.
De interpretatie van signalen uit de omgeving is een proces waarbij de evolutionair oudste delen van de hersenen, die bij mensen en dieren overeenkomen, samenwerken met het nieuwe deel, de neocortex. De neocortex, waar de hogere cognitieve functies zich bevinden, zoals redeneren, plannen, verbeelding en logisch denken, is nauw verbonden met de meer primitieve delen van de hersenen, zoals het limbisch systeem, waar onder meer angst en agressie zich bevinden. Hierdoor is de interpretatie van de signalen uit de omgeving en de erop volgende reactie vaak een mengeling van "verstand" en "gevoel".
Om bewegingen te coördineren hebben de hersenen een aantal parallelle systemen die spieren besturen. Het motorisch systeem bestuurt de willekeurige (bewust aangestuurde) bewegingen van de skeletspieren, geholpen door de motorische schors, de kleine hersenen en de basale ganglia. De neurotransmitter dopamine, die in de substantia nigra wordt geproduceerd, speelt hierbij ook een belangrijke rol. De hersensignalen gaan via het ruggenmerg naar de zogenaamde spiereffectors. Veel onwillekeurige spierfuncties, zoals de ademhaling, worden door kernen in de hersenstam bestuurd, en veel automatische handelingen, zoals reflexen,worden door het ruggenmerg aangestuurd.
De hersenen produceren tevens een deel van de hormonen die de organen en klieren beïnvloeden. Andersom reageren de hersenen ook op hormonen die elders in het lichaam zijn geproduceerd. De meeste hormonen worden aan de bloedsomloop afgegeven, de besturing van veel hormonen verloopt in de hersenen via de hypofyse.

## Genen
Hersenen benutten het overgrote deel van de menselijke genen, namelijk 84%. Het brein behoort ook tot de meest complexe structuren van het menselijk lichaam; elke hersenhelft bezit 200 tot 500 verschillende hersengebieden. Qua genetische verschillen van de hersenen, bij meerdere individuen van de menselijke soort, wijken ze weinig van elkaar af, wat er op kan wijzen dat hersenen volgens dezelfde genen worden opgebouwd.

## Bloedvoorziening
De doorbloeding van de hersenen is anders dan bij de meeste organen in de rest van het menselijk lichaam. In de hersenen spreekt men van centripetale doorbloeding, omdat de bloedvaten van buiten naar binnen lopen. Het bloed wordt aangevoerd door twee keer twee grote slagaders: de twee wervelslagaders (arteriae vertebrales) en de twee halsslagaders (arteriae carotides communis). De twee wervelslagaders komen samen in de arteria basilaris, die ook de hersenstam van bloed voorziet. De twee halsslagaders splitsen zich elk in een arteria carotis interna en een arteria carotis externa. De arteria basilaris en de twee arteriae carotides interna komen samen in de cirkel van Willis. De cirkel werkt als een soort beveiligingsmechanisme; indien een deel van de cirkel van Willis afgesloten raakt, bijvoorbeeld door atherosclerose, is de bloedvoorziening via de andere weg gewaarborgd, zodat de hersenen doorbloed blijven. Uit de cirkel van Willis ontspringen de twee voorste hersenslagaders (arteriae cerebri anteriores), de twee middelste hersenslagaders (ateriae cerebri mediae) en de twee achterste hersenslagaders (arteriae cerebri posteriores). Deze zes slagaders doorbloeden de beide grotehersenhelften (cerebrale hemisferen). Bij een grote hersenactiviteit verwijden de slagaders en neemt de doorbloeding van de hersenen toe.

## Sekseverschillen
Bij mensen zijn er verschillen tussen de hersenen van mannen en die van vrouwen, hoewel de functionele implicaties van deze verschillen onduidelijk blijven.
In de jaren zestig en zeventig bleek dat de hypothalamus per sekse kleine verschillen vertoont. Er zijn verschillen in de grootte van de cellichamen, in de synapsen zelf en in het aantal synapsen. Ook de amygdala vertoont geslachtsgerelateerde verschillen. Bovendien blijkt dat mannen gemiddeld 10% grotere hersenen hebben dan vrouwen, wat deels wordt verklaard doordat mannen gemiddeld ook een groter lichaam hebben dan vrouwen. Vrouwen blijken op sommige plekken meer zenuwcellen te hebben dan mannen, met name in de hersenbalk (het corpus callosum), het deel dat de beide grotehersenhelften met elkaar verbindt. Er blijken geen duidelijke verschillen te zijn tussen mannen en vrouwen in de mate van lateraliteit van de linker- en rechtergrotehersenhelften.

## Ontwikkeling in de tijd
De ontwikkeling van de hersenen verloopt niet lineair, maar is tijdsafhankelijk en ruimtespecifiek.
In de eerste twee levensjaren van een mens worden de bestaande hersencellen volwassen, worden de axonen gemyeliniseerd, en maken deze steeds meer verbindingen met andere hersencellen door toenemende synapsvorming. Dit proces heet synaptogenese.
Het aantal synapsen is tegen het derde levensjaar opgelopen tot een maximum van zo'n 15.000 per cel, wanneer ook de dendrieten een enorme groei hebben doorgemaakt.
Door deze toename zijn de hersenen in de jeugd het meest gevoelig voor leren. Pruning is een postnataal proces dat tijdens de kinderjaren en de adolescentie optreedt; met relatief grote snelheid wordt een groot aantal van de ongebruikte verbindingen weer ongedaan gemaakt. Hierdoor zou het opnieuw aanleggen van verbindingen (synaptogenese) op latere leeftijd moeizamer verlopen. Het is echter niet onmogelijk; in tegenstelling tot wat wetenschappers tot de jaren zestig van de twintigste eeuw geloofden treedt synaptogenese ook bij volwassenen op. Zo treedt synaptogenese bijvoorbeeld op wanneer mensen in een nieuwe uitdagende situatie worden geplaatst. Dit is mogelijk dankzij de synaptische plasticiteit van de hersenen.
Ontwikkeling van de hersengebieden gebeurt grosso modo in deze volgorde:
1. primaire sensorische gebieden (waarneming)
2. motorische gebieden (voorbereiding en uitvoering van bewegingen)
3. associatiegebieden (integratie van informatie van verschillende zintuigen)
4. prefrontale gebieden (motivatie, redenering, oordeelsvermogen, langetermijnplanning) (deze gebieden ontwikkelen in de puberteit)

Vergeleken met apen is synaptogenese en pruning bij mensen een langdurig proces.
Het aantal synaptische verbindingen dat in de menselijke hersenen gemiddeld tegelijk aanwezig is, wordt geschat op 1012.

### Hersengewichtstoename
Bij de geboorte wegen de hersenen zo'n 350 gram en heeft elke hersencel zowat 2500 synapsen. Tegen het derde levensjaar zijn er dat zo'n 15.000 per cel. Het aantal neuronen neemt op belangrijke plaatsen in de cortex in verschillende fasen toe, evenals het aantal gliacellen. Zes maanden na de geboorte is het gewicht van de hersenen ongeveer de helft van een volwassen brein. Op eenjarige leeftijd is dat gewicht tot 60% toegenomen, bij tweeënhalf jaar is dat 75%, rond het zesde levensjaar 90% en tegen het tiende jaar 95%.
Het gewicht van de hersenen bij een volwassen vrouw is 1245 gram, bij een volwassen man 1375 gram.

### Visuele ontwikkeling
In de tweede tot de vierde maand worden in de visuele cortex tegen de honderdduizend synapsen per seconde bijgevormd. Daarbij verliezen baby's bepaalde reflexen.
Objectfixatie van de ogen wordt mogelijk vanaf de derde maand, evenals het grijpen naar een voorwerp. Dieptewaarneming is mogelijk vanaf de vierde maand. Kleur en vorm wordt onderscheiden vanaf de vijfde of zesde maand, evenals vrijwillige oogbewegingen.
Met acht maanden is herinnering aan een verborgen voorwerp mogelijk.

### Gezichtherkenning
Baby's onder de zes maanden zijn in staat om bijna alle soorten gezichten te onderscheiden, zelfs die van individuele apen. Ze leren tussen zes en negen maanden individuele gezichten steeds beter te herkennen. Door pruning, waarbij ongebruikte synapsen weer verdwijnen, neemt de herkenbaarheid van niet gestimuleerde gezichtswaarneming af. Zo zal de fysionomieherkenning van andere soorten dan mensen in de meeste gevallen verloren gaan, tenzij deze in speciale omstandigheden gestimuleerd zou blijven.

### Taalontwikkeling
Pasgeborenen kunnen alle mogelijke taalklanken onderscheiden, of die nu in de eigen taal voorkomen of niet. Tussen de zes en twaalf maanden neemt de gevoeligheid voor klanken van andere talen dan de moedertaal door pruning af en zijn baby's alleen nog gevoelig voor de klanken van de eigen moedertaal. Daarom horen Japanners bijvoorbeeld geen verschil tussen de Nederlandse r en l en horen Nederlanders geen verschil tussen de verschillende Chinese a's of verschillende Indische s'en.
Rond de leeftijd van een jaar is het synaptisch netwerk in de taalgebieden het dichtst en begint taalvaardigheid zich te ontwikkelen. Kinderen leren tussen de veertiende en de tweeëntwintigste maand gemiddeld drie nieuwe woorden per dag en tussen zes en acht jaar, in een tweede taalontwikkelingsgolf, gemiddeld twaalf woorden per dag.
In het algemeen gaat binnen de taalgebieden de ontwikkeling van de auditieve cortex qua synapsvorming vooraf aan die van het receptieve taalgebied dat nodig is voor taalbegrip. Daarop volgen de  motorische taalgebieden waarmee het kunnen spreken mogelijk is. De linker gyrus angularis, in de pariëtale kwab, ontwikkelt zich later. Deze is voor het associëren van gesproken en geschreven woord en voor onder andere lezen belangrijk.
Volgens sommigen duurt de 'gevoelige periode' voor het ontwikkelen van een absoluut gehoor tot het zevende levensjaar. Anderen nemen een periode tot het twaalfde levensjaar aan. De toename van de woordenschat (het vocabulaire) van kinderen tussen twee en drie jaar hangt samen met de hoeveelheid tijd die de ouders besteden aan tegen het kind te praten.

### Hogere vaardigheden
In de hersengebieden die voor de hogere vaardigheden instaan treedt synaptogenese en pruning pas veel later op. Dit geldt voor de frontale cortex (complexere vaardigheden zoals emoties controleren, vooruitziendheid, plannen, structureren, motiveren en onderdrukken van gedrag) en de pariëtale cortex (integratie zintuiginformatie en ruimtelijk denken).

## Lijst van hersenaandoeningen
| - ADHD - ADD - Afasie - ALS (Amyotrofe laterale sclerose) - Ziekte van Alzheimer - Amblyopie - Anencefalie - Autismespectrumstoornis - Cerebrovasculair accident (CVA of beroerte) - Ziekte van Creutzfeldt-Jakob - Depressie | - Dyscalculie - Dyslexie - Hersenabces - Hersenbloeding - Herseninfarct - Hersenkneuzing - Hersenschudding - Hersenontsteking - Hersentumor - Hersenverlamming (Cerebrale parese) - Hersenvliesontsteking - Ziekte van Huntington | - Syndroom van Korsakov - Leukodystrofie - Migraine - Multiple Sclerose - Multipele systeematrofie - Narcolepsie - Neurofibromatose - Niet-aangeboren hersenletsel - Ziekte van Parkinson - Schizofrenie - Synesthesie - Syndroom van Wernicke |

## Wetenswaardigheden
- In het Psychiatrisch Ziekenhuis in het Belgische Duffel bevindt zich de Corsellis-SINAPS-hersencollectie, een verzameling van meer dan 3000 hersenen van mensen op sterk water.